# Miroslav Macháček
Miroslav Macháček (8. května 1922 Nymburk – 17. února 1991 Praha) byl český herec a divadelní režisér.

## Životopis

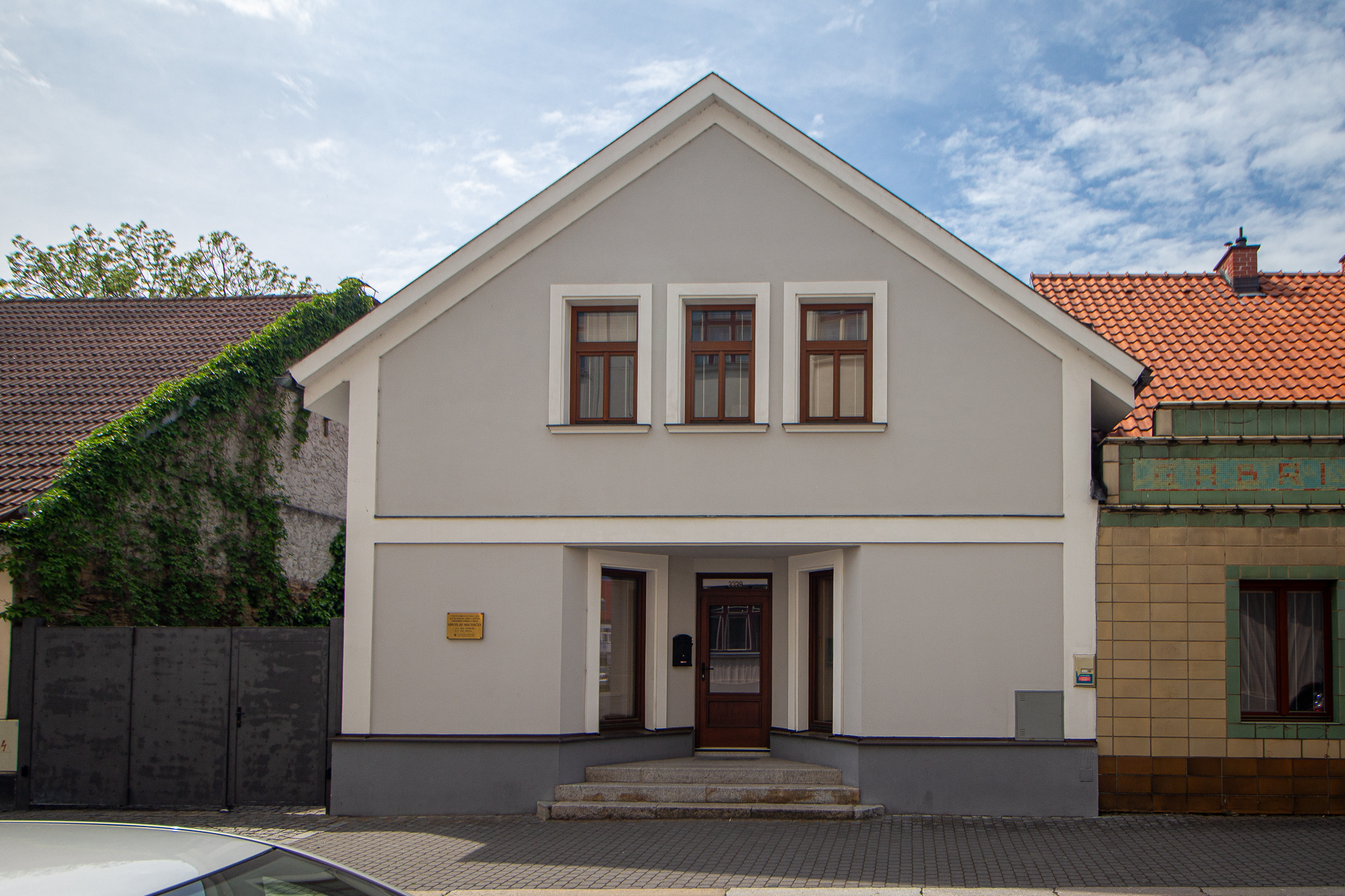
Pamětní deska v Nymburku, kde stával Macháčkův rodný dům.

Miroslav Macháček se narodil 8. května 1922 v Nymburce. V roce 1945 byl přijat na Státní konzervatoř v Praze, kde studoval tři roky herectví. K jeho profesorům patřil např. Miloš Nedbal. Po absolutoriu konzervatoře byl od roku 1948 v angažmá ve Východočeském divadle v Pardubicích, od roku 1950 v Realistickém divadle Zdeňka Nejedlého v Praze. V témže roce byl obviněn z nepřátelské činnosti a musel opustit toto angažmá, vzápětí s ním byl rozvázán pracovní poměr i na DAMU v Praze, kde učil. V roce 1952 jej angažoval I. Glanc do Českých Budějovic, kde působil v letech 1952–1954 jako režisér, později až do roku 1956 jako hlavní režisér činohry. V roce 1956 se vrátil do Prahy – nejdříve jako režisér do Městských divadel pražských (1956–1959), od sezóny 1959/1960 působil jako režisér činohry pražského Národního divadla.
S inscenací hry bratří Čapků Ze života hmyzu, kterou režíroval a která měla premiéru v roce 1965, navštívilo pražské Národní divadlo během tří let jedenáct měst v osmi zemích Evropy (Velká Británie, Londýn, březen 1966 – NSR, Mnichov, březen 1966 – Polsko, Varšava, červen 1967 – SSSR, Moskva, červen 1967 – NDR, Berlín, říjen 1967 – Maďarsko, Budapešť, březen 1968 – Jugoslávie, Novi Sad, Bělehrad, Rijeka, Lublaň, červen 1968 – Rumunsko, Bukurešť, prosinec 1968).
Po roce 1969 měl vzhledem ke svým postojům obtížnou situaci až do konce života. Věnoval se i herectví (v divadle a ve filmu – v televizi a rozhlasu pro něj platil zákaz vystupování) a hostování v jiných divadlech (např. Činoherní klub, Viola). Počátkem roku 1975 přednesl v Národním divadle kritický referát a krátce poté byl hospitalizován v psychiatrické léčebně Bohnice. Během pobytu si psal deník, který byl posmrtně vydán pod názvem Zápisky z blázince.
V roce 1989 se aktivně účastnil revolučních událostí, se situací v Národním divadle byl velmi nespokojen. Na konci svého života, když bojoval s rakovinou, se sblížil s Vilmou Cibulkovou. Byla skoro o 45let mladší. Jejich vztah trval, když bojoval s nemocí. Podporovala ho dlouho, ale byla mladá a bylo to na ni moc, tak utekla. Zemřel po těžké nemoci dne 17. února 1991 v Praze, pohřben je v Nymburce.
Zasloužilým umělcem byl jmenován v roce 1968.
Patřil k hercům, kteří svou roli prožívají s velkou autentičností, ať už se jednalo o komedie či tragédie. Z jeho hereckých rolí na diváka působilo silné kouzlo osobnosti.
Jeho dcera, pocházející z jeho manželství s Věrou Štiborovou, Kateřina Macháčková, je také herečkou.

## Citát
Začíná slavná komedie bratří Čapků "Ze života hmyzu", uvedená poprvé v Brně v roce 1922, jedno z největších děl českého divadelnictví. V Národním divadle je po Honzlovi režíruje na Svobodově scéně M. Macháček. (…) Macháčkovi patří zásluha, že v Národním divadle lze vidět moderní a aktuální inscenaci českých klasiků. Představení obohacuje jevištní tradici díla, má mimořádně dobrou Svobodovu scénu, patřící k tomu nejlepšímu, co se dnes na světě na jevišti staví, je tu mistrovský výkon Peškův.
František Černý (Rudé právo, 22. ledna 1965)

## Dílo

### Divadelní režie (výběr)
- 1957 Eduardo De Filippo: Neapol, město milionů, Komorní divadlo, 77 repríz
- 1957 A. N. Tolstoj: Raketa, Komorní divadlo, 42 repríz
- 1958 Vratislav Blažek: Třetí přání, Divadlo komedie, 115 repríz
- 1959 Ilja Ilf, J. Petrov: Zlaté tele, Divadlo Komedie, 26 repríz
- 1959 Michail Bulgakov: Útěk, Komorní divadlo, 23 repríz
- 1960 D. A. Granin: Po svatbě, Tylovo divadlo, 27 repríz
- 1961 Carlo Goldoni: Poprask na laguně, Tylovo divadlo, 156 repríz
- 1962 Peter Karvaš: Antigona a ti druzí, Národní divadlo, 30 repríz
- 1963 Sofoklés:Oidipus vladař, Smetanovo divadlo, 31 repríz
- 1965 Josef Čapek, Karel Čapek: Ze života hmyzu, Národní divadlo, 175 repríz
- 1966 Luigi Pirandello: Šest postav hledá autora, Tylovo divadlo, 26 repríz
- 1971 William Shakespeare: Jindřich V., Národní divadlo, 102 repríz
- 1974 Edmond Rostand: Cyrano z Bergeracu, Tylovo divadlo, 102 repríz
- 1976 Maxim Gorkij: Měšťáci, Tylovo divadlo, 53 repríz
- 1979 Ladislav Stroupežnický: Naši furianti, Tylovo divadlo, 161 repríz
- 1980 Oldřich Daněk: Vévodkyně valdštejnských vojsk, Tylovo divadlo, 78 repríz
- 1980 Karel Čapek: Bílá nemoc, Tylovo divadlo, 15 repríz
- 1982 William Shakespeare: Hamlet, Smetanovo divadlo, 128 repríz (titulní role: František Němec, záznam představení byl vydán na DVD v edici X krát divadlo)
- 1988 Shelagh Delaney: Chuť medu (A Taste of Honey), ND – Nová scéna, 42 repríz

### Divadelní role (výběr)
- 1952 A. Kornejčuk: Chirurg Platon Krečet, titul. role, Krajské oblastní divadlo České Budějovice, režie V. Vasiljev [7]
- 1969 William Shakespeare: Macbeth – Macbeth, Národní divadlo[8]
- 1982 William Shakespeare: Hamlet – kapitán, 1. člen herecké družiny, Národní divadlo
- 1985 Karl Gassauer: Casanova na duchcovském zámku (Casanova auf Schloß Dux) – Casanova, divadlo Reduta Praha[9]
- 1988 William Shakespeare: Král Jindřich IV. – Král Jindřich IV.
- 1990 Anton Pavlovič Čechov: Strýček Váňa – Serebrjakov

## Film
- 1963 Ikarie XB 1 – role: Marcel Bernard
- 1980 Cukrová bouda – role: antifašista Alfred Bartl zvaný Freda
- Ďáblova past
- Smrt si říká Engelchen
- Obžalovaný
- Královský omyl
- Údolí včel
- …a pátý jezdec je Strach
- Případ pro začínajícího kata
- Vražedné pochybnosti
- Proč nevěřit na zázraky
- Skalpel, prosím
- Vlčí bouda
- Stín kapradiny
- Dobří holubi se vracejí
- Dva lidi v zoo

### Televize
- 1969 Rozhovory (TV film) – role: muž (průvodce)

### Rozhlasové role
- 1968 Tom Stoppard: Albertův most (Albert's Bridge), role: Fraser, překlad Josef Červinka, režie: Charles Lefeaux, Český rozhlas
- 1981 Lesja Ukrajinka: Lesní píseň, překlad a dramatizace Václav Daněk, režie: Karel Weinlich, Český rozhlas